# 昭和銀行
株式会社昭和銀行（しょうわぎんこう）は、1920年代から1940年代にかけて存在した日本の銀行。日本版ブリッジバンクの例とされる。

## 概要
第一次世界大戦後の経済環境の激変と関東大震災によるモラトリアム（支払い猶予）を背景とする昭和金融恐慌は、1927年（昭和2年）5月に成立した「日本銀行特別融通及損失補償法」によって一応の収束を見たが、恐慌によって破綻した銀行の後始末が課題として残された。そこで、破綻した銀行の債権債務を（日本銀行が精査した上で）引き取り、預金者と取引先を救済する新銀行の設立が日本銀行によって構想された。昭和銀行はこの構想に基づいて設立されたものである。
1927年10月29日、日本興業銀行総裁の小野英二郎を創立委員長、当時の五大銀行（三井、三菱、住友、安田、第一）を含む国債シンジケート団17行を設立発起人として設立総会を開き、同年12月より営業を開始した。資本金1000万円の内750万円は国債シンジケート団が負担し、さらに内500万円は五大銀行が負担した。初代頭取には、日本銀行国庫局長を経て、豊国銀行頭取となった生田定之、二代目頭取は愛知銀行（のちの東海銀行、現在の三菱UFJ銀行）常務で、戦後日本育英会会長、宮内庁長官、ソニー会長を歴任した田島道治が就任した。
資本金と総額1億円にのぼる日銀特融を使って債務を返済する一方、破綻銀行の査定を厳しく行い、破綻銀行の役員に対しては私財提供をも求めた。なお、破綻処理にあたって、税金は使用されなかった。
1928年（昭和3年）には、破綻した各銀行の債権整理が進み中沢銀行、中井銀行、八十四銀行、村井銀行、近江銀行、若尾銀行、藤田銀行、久喜銀行、奉昌銀行などを合併した。中井、中沢、若尾、村井、久喜などの各銀行の本支店などは、昭和銀行の店舗として合併後も使用され続けた。
1904年（明治37年）にこれに類する合併を行った銀行に豊国銀行があるが、これも1928年（昭和3年）、昭和銀行に合併されている。
1942年に日銀特融を全額返済してその任務をほぼ終え、1944年、安田銀行（後の富士銀行）に合併された。現在のみずほ銀行に承継されている。

## 備考
- 合併直前は、関東圏中心の店舗網であり、一部店舗は住友銀行（現、三井住友銀行）や、愛知銀行、三十四銀行（以上現、三菱UFJ銀行）、野村銀行（現、りそな銀行）等他銀行に営業譲渡されていた。なお、安田銀行への吸収に際し一部の店舗は近隣の安田銀行店舗に統合された。

- かつての本店は、安田銀行室町支店となり、その後みずほ銀行室町支店となったが2006年に店舗統廃合で、同銀行日本橋支店に統合され、同店跡に移転した。

- 安田銀行の戦前においての合併の傾向として、安田財閥系の銀行を吸収合併する傾向があったが、当行は、合併直前まで一貫して安田財閥系の銀行ではなかった。ちなみにこの合併の前年に安田が合併した日本昼夜銀行および同日に買収した第三銀行(旧帝国商業銀行)は安田系の銀行であった。